# Иванковцы (Дунаевецкий район)
Иванковцы (укр. Іванківці) — село в Дунаевецком районе Хмельницкой области Украины.
Население по переписи 2001 года составляло 755 человек. Почтовый индекс — 32462. Телефонный код — 3858. Занимает площадь 3,144 км². Код КОАТУУ — 6821883301.

## Местный совет
32462, Хмельницкая обл., Дунаевецкий р-н, с. Иванковцы, ул. Школьная, 17